# Anna Serierse

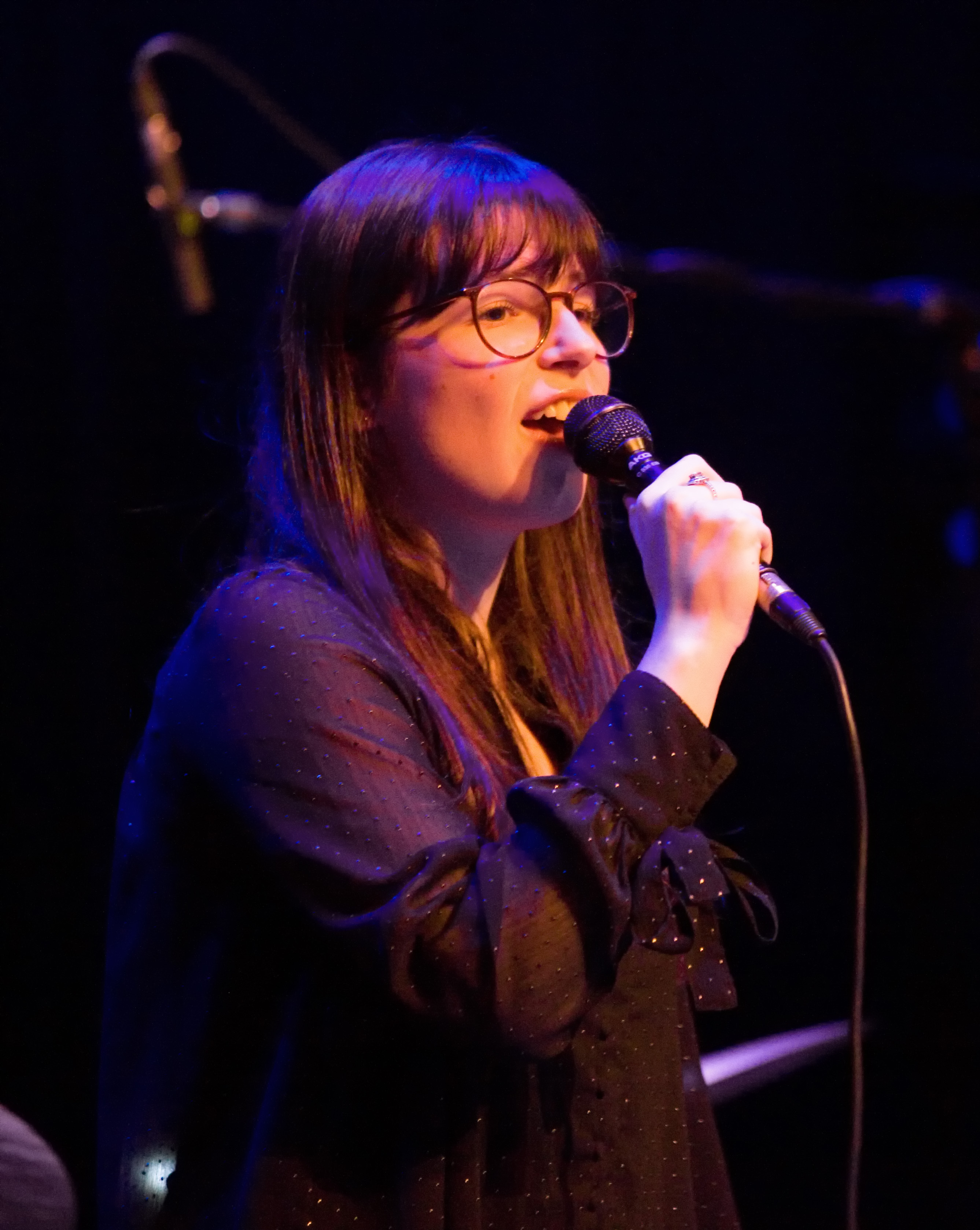
Anna Serierse (2018)

Anna Serierse (* 1993 in Utrecht) ist eine niederländische Jazzsängerin.

## Leben und Wirken
Serierse stammt aus einer Familie von Jazzmusikern: Der Schlagzeuger Marcel Serierse ist ihr Vater, der Bassist Koos Serierse war ihr Großvater. Bereits im Alter von fünf Jahren sang sie in einem Kinderchor, ab dem neunten Lebensjahr erhielt sie Gesangsunterricht. Nach der Van der Huchtschool und dem Baarnsch Lyceum besuchte sie von 2011 bis 2013 das Junior Jazz College am Conservatorium van Amsterdam. Danach absolvierte sie dort den Studiengang Jazzgesang. Ab 2015 war sie außerdem Mitglied des Nationaal Jeugd Jazz Orkest unter der Leitung von Martin Fondse. 2017 schloss sie ihr Bachelor-Studium an der Musikhochschule mit summa cum laude ab. Danach absolvierte sie ihr Masterstudium in Amsterdam, Kopenhagen und Trondheim, wo sie von Jakob Anderskov, Kirsti Huke und Espen Berg gefördert wurde. Zusätzlich studierte sie bei Norma Winstone.
Bereits während des Studiums gründete Serierse mit dem Gitarristen Gijs Idema sowie dem Saxophonisten Gideon Tazelaar, dem Bassisten Cas Jiskoot und dem Schlagzeuger Tim Hennekes ein Quartett; 2021 veröffentlichte das Idema/Serierse Quartett bei Dox Records sein Debütalbum mit dem Titel Motus.
Serierse trat 2018 mit dem Martin Fondse Orchestra beim North Sea Jazz Festival auf und zudem mit dem Metropole Orkest. Sie ist auch auf den Alben von Kika Sprangers (Mind's Eye), Benjamin Herman, Bert Boeren/Ilja Reijngoud, Jan Alexander und Joshua Jaswon zu hören. Außerdem ist sie die Leadsopranistin der internationalen Vokal-Bigband Touché. Gemeinsam mit Marit van der Lei und Sanne Rambags bildete sie zudem das Vokalimprovisationstrio Free the Voices. Neben Fay Claassen und Esther Van Hees sang sie auf The Second Time Around, dem Remake eines Albums von Rita Reys mit dem Jazz Orchestra of the Concertgebouw.
Weiterhin ist Serierse als Hauptfachlehrerin an der Fontys Hogenschool voor de Kunsten in Tilburg tätig und lehrt auch am Junior Jazz College des Konservatoriums in Amsterdam.

## Preise und Auszeichnungen
2017 gewann Serierse den Jahrespreis der Stichting Jazztalent. 2020 erhielt das Album Saudade des Trompeters Teus Nobel, an dem sie beteiligt war, den Edison Jazz/World. 2021 wurde ihr Album Motus für den Publikumspreis Edison Jazzism nominiert; mit ihrem Quartett erhielt sie 2019 einen Keep an Eye the Records. 2023 wurde das Album True Loves Flame von Benjamin Herman, auf dem sie singt, mit dem Edison Jazz Nationaal Vocaal ausgezeichnet.